# A Baleia
A Baleia (em inglês: The Whale) é um filme de drama psicológico americano de 2022 dirigido por Darren Aronofsky e escrito por Samuel D. Hunter, baseado em sua peça de mesmo nome. O filme é estrelado por Brendan Fraser, Sadie Sink, Hong Chau, Samantha Morton e Ty Simpkins.
The Whale estreou em 4 de setembro de 2022 no Festival Internacional de Cinema de Veneza. O filme foi lançado nos Estados Unidos em 9 de dezembro de 2022, distribuído pela A24. O filme foi premiado nas categorias de Melhor Ator (para Fraser) e Melhor Cabelo e Maquiagem no Oscar 2023.

## Sinopse
Um homem de meia-idade de 272 kg chamado Charlie tenta se reconectar com sua filha de 17 anos. Os dois se separaram depois que Charlie abandonou sua família por seu amante gay, que mais tarde morreu. Charlie então passou a comer compulsivamente de dor e culpa.

## Elenco
- Brendan Fraser como Charlie
- Sadie Sink como Ellie
- Hong Chau como Liz
- Samantha Morton como Mary
- Ty Simpkins como Thomas
- Sathya Sridharan[8]

## Produção
Em 11 de Janeiro de 2021, foi anunciado que a A24 havia adquirido os direitos globais de The Whale, filme dirigido por Darren Aronofsky e estrelado por Brendan Fraser. Em Fevereiro de 2021, Hong Chau, Sadie Sink e Samantha Morton se juntaram ao elenco. Em 4 de Março de 2021, Ty Simpkins se juntou ao elenco. Sathya Sridharan também se juntou ao elenco.
As filmagens principais começaram em 8 de Março e foram concluídas em 7 de Abril de 2021 em Newburgh, Nova York. O filme entrou em pós-produção no mesmo mês.
Em uma entrevista à Newsweek em Junho, Fraser revelou que o filme "já estava na lata" e que seu papel incluía "muita maquiagem e próteses".

## Lançamento
The Whale foi lançado na 79.ª edição do Festival Internacional de Cinema de Veneza, em 4 de setembro de 2022. Brendan Fraser está previsto para ser homenageado com o Tribute Award for Performance no Festival Internacional de Cinema de Toronto, onde o filme será exibido em sua estreia na América do Norte em 11 de setembro de 2022. The Whale foi lançado nos Estados Unidos em 9 de dezembro de 2022.
No Brasil, foi lançado pela California Filmes nos cinemas em 23 de fevereiro de 2023.

## Recepção
O filme recebeu boas críticas, com especial atenção para a atuação de Fraser. No agregador de críticas Rotten Tomatoes, The Whale possui uma aprovação de 64 baseada em 341 resenhas. No Metacritic, o filme possui uma média ponderada de 60/100 baseada em 57 resenhas, indicando "críticas mistas ou neutras". Recebeu acusações de prática de "fat suit" (um análogo ao blackface), porque o ator Brendan Fraser recebeu maquiagens e enchimentos postiços para ter o aspecto de uma pessoa obesa, de expor estereótipos e ter perfil "gordofóbico".